# Militare Ordine del Collare di Sant’Agata dei Paternò
Militare Ordine del Collare di Sant’Agata dei Paternò, MOC, är enligt egen uppgift en dynastisk kristen riddarorden tillhörande Aragoniens, Mallorcas och Siciliens kungahus. I Sverige är orden representerad av Stor Prioratet Terra Nordica.
Dess status som legitim riddarorden är ifrågasatt av Jonas Arnell  och den är inte upptagen i ICOCs (Internationella kommissionen för riddarordnar) förteckning över internationellt erkända riddarordnar. Dick Harrison anser däremot i ett uttalande att MOC "bör betecknas som en legitim dynastisk orden (husorden)". Harrison är själv medlem av orden.